# Melchior Broederlam
Melchior Broederlam (Ypres, 1355 circa – Ypres, 1411 circa) è stato un pittore fiammingo attivo nelle Fiandre sul finire del XIV secolo.

## Biografia

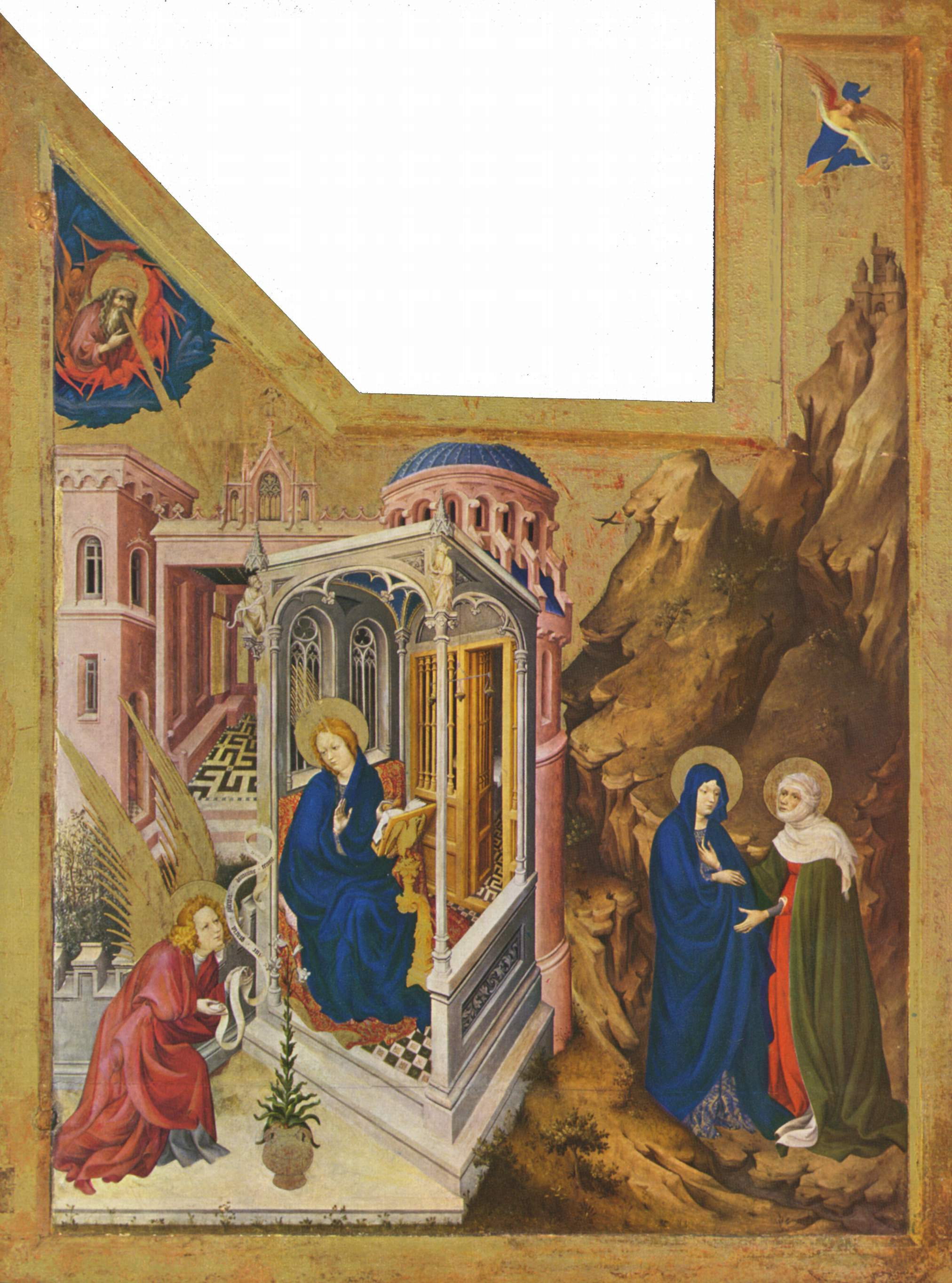
Melchior Broederlam, Annunciazione
(1393–1399), pannello di sinistra; (Digione, Museo delle Belle Arti)

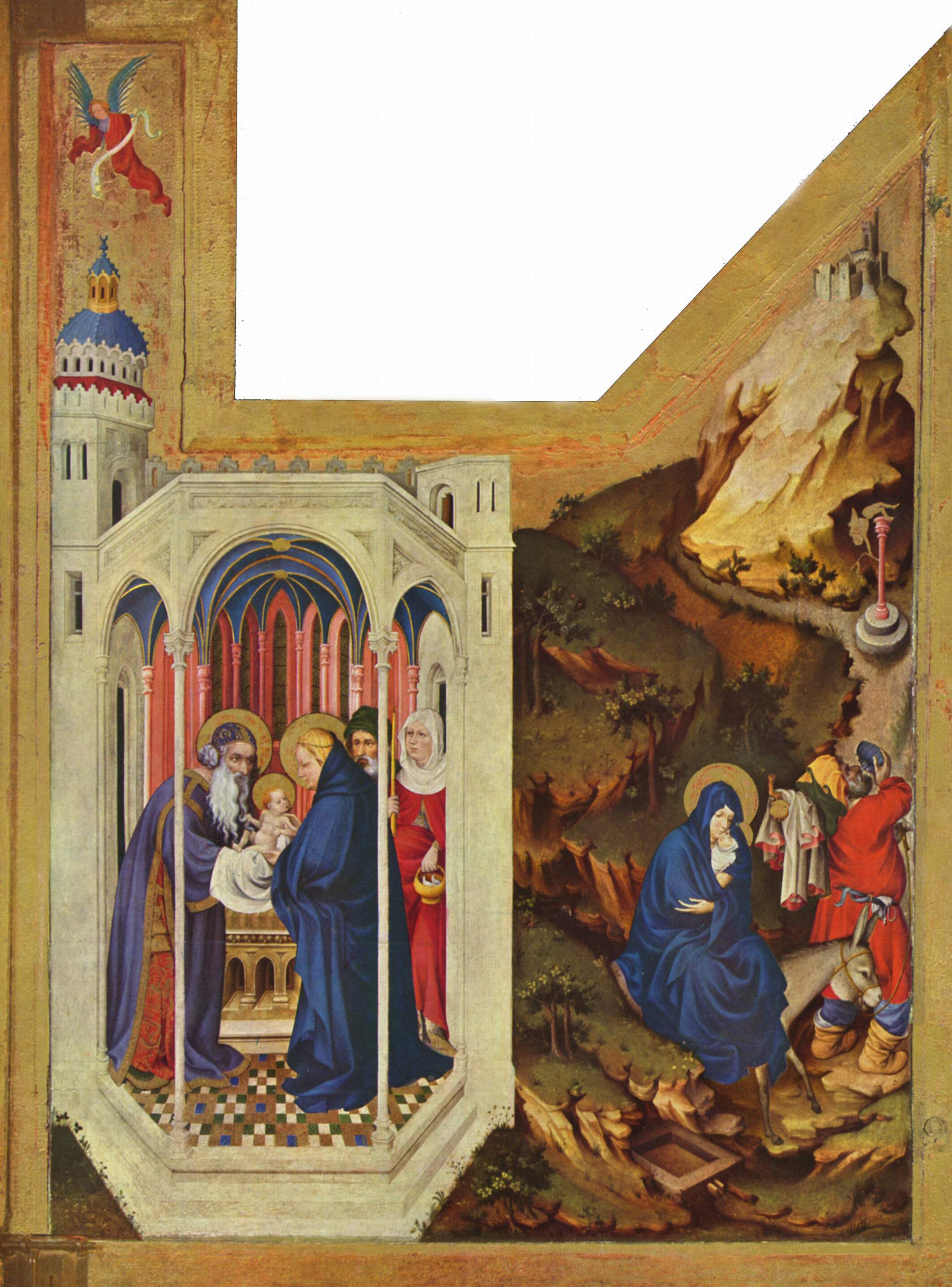
Pannello di destra: Presentazione di Gesù

Dopo il periodo di formazione, durante il quale si ritiene possa aver compiuto un viaggio in Italia, l'artista divenne, dal 1381, pittore ufficiale alla corte di Luigi II di Fiandra. Dopo la morte di Luigi nel 1384 fu nominato valet de chambre di Filippo l'Ardito e nel 1385 inviato al castello di Hesdin, come supervisore alla ristrutturazione delle gallerie. Il lavoro fu interrotto e la presenza di Broederlam richiesta a Bruges per la preparazione degli armamenti necessari ad una progettata ma mai effettuata invasione dell'Inghilterra da parte dell'armata del duca.
Tornò al castello di Hesdin nell'autunno dello stesso anno dove continuò ad occuparsi delle gallerie, degli apparati scenici e delle feste. Il castello e gli apparati decorativi sono andati distrutti; si ipotizza che una derivazione da una serie di scene tratte dalla storia di Giasone e il vello d'oro si sia conservata su un rotolo di pergamena conservato a Berlino e attribuito a Dreux Jean.
Nel 1392 Broederlam approvò le spese per due polittici commissionati allo scultore Jacques de Baerze. Il lavoro di doratura e dipintura delle due opere destinate alla Certosa di Champmol proseguì a Ypres, nella bottega dell'artista, dove egli tornò nel 1393, e fu terminato solo nel 1399. Nel frattempo Broederlam continuò a svolgere incarichi per Filippo l'Ardito e, dopo la morte di quest'ultimo nel 1404, per la vedova Margherita. L'ultimo incarico per la famiglia ducale, nel 1407, consistette nei ritratti a figura intera di Filippo e Margherita destinati alla serie di ritratti di conti di Fiandra esposti nella cappella della residenza di Kortrijk.

## Stile
I due trittici provenienti dalla certosa di Champmol sono le uniche opere sicuramente attribuibili al Broederlam. Alla sua mano si assegnano nel retablo della Crocifissione le quattro scene dipinte sul dorso dei pannelli laterali relative all'infanzia di Cristo: Annunciazione e Visitazione a sinistra, Presentazione al Tempio e Fuga in Egitto a destra. Due strutture architettoniche, che richiamano Giotto e gli artisti senesi del Trecento, definiscono e suddividono gli spazi, consentendo la rappresentazione di quattro scene distinte entro dimensioni contenute e favorendo la collocazione spaziale delle figure. Lo stile di Broederlam risulta da queste prove pienamente compreso nell'ambito del gotico internazionale, la cui preziosità ed eleganza non impedisce l'adeguamento del sentimento generale dell'opera all'ambiente monastico cui è destinata, attraverso una rappresentazione quasi interiorizzata del paesaggio, l'attenzione agli aspetti espressivi nelle figure, un avvicinamento alla quotidianità e alla realtà delle cose, anche per mezzo della figura contadinesca di san Giuseppe, elementi che aprono alla "seconda anima" del gotico internazionale.
Indiscusso è in queste scene il riferimento a modelli italiani; la Presentazione al Tempio è la sola conosciuta ripresa della Presentazione di Ambrogio Lorenzetti al di fuori del territorio italiano e l'angelo inginocchiato al di fuori del portico nell'Annunciazione dichiara ascendenze senesi.
Da un punto di vista tecnico l'opera di Broederlam si caratterizza per un inusuale e innovativo utilizzo dell'olio e per un sottomodellato a tratteggio, costituito da lunghe e distanziate pennellate incrociate, che sarà ripreso dalla generazione seguente. Il modellato solido e la spazialità di Broederlam formeranno parte della cultura figurativa di artisti fiamminghi come Robert Campin e Jan van Eyck.